# Anycles adusta
Anycles adusta là một loài bướm đêm thuộc phân họ Arctiinae, họ Erebidae.